# Dortheys Hiyo Eluay internationella flygplats
Dortheys Hiyo Eluay internationella flygplats (indonesiska: Bandar Udara Internasional Dortheys Hiyo Eluay) är en flygplats i Indonesien.   Den ligger i provinsen Papua, i den östra delen av landet som servar staden Jayapura. Flygplatsen ligger 88 meter över havet.
Terrängen runt flgplatsen är varierad.